# Mindomys hammondi
Mindomys hammondi és una espècie de mamífer rosegador de la família dels cricètids. És endèmic del nord-oest de l'Equador, on viu a altituds d'entre 1.200 i 2.700 msnm. Els seus hàbitats naturals són els boscos montans subtropicals i les selves nebuloses. Està amenaçat per la destrucció del seu medi. Anteriorment se'l considerava un parent proper de Nectomys, Sigmodontomys, Megalomys o Oryzomys, però actualment se'l classifica en el gènere Mindomys. Tanmateix, les seves relacions encara són incertes i alguns indicis el situen prop d'Oecomys o com a membre basal dels orizominis.